# 韩晗 (1989年)
韩晗（1989年7月11日—），北京市人，中国围棋职业五段棋手。他2003年入段，2009年升为五段。他进入2012年第1届百灵杯32强，2004年、2013年和2017年分别代表京西新兴地产队、广州广日队和重庆地产队参加围甲联赛。

## 国内比赛成绩
2014年第2届洛阳龙门杯中国围棋棋圣战进入本赛，本赛首轮负于谢尔豪。

## 国际比赛成绩
2012年第1届百灵杯预选赛连胜胡耀宇、李小溪、李元道进入本赛64强。本赛首轮战胜彭荃进入32强，后负于赵汉乘。